# Pertusio
Pertusio (piemontesisch Përtus) ist eine Gemeinde in der italienischen Metropolitanstadt Turin (TO), Region Piemont.

## Lage und Einwohner
Pertusio liegt 40 km nördlich von Turin in der Region Canavese. Das Gemeindegebiet umfasst eine Fläche von 4 km² und hat 736 Einwohner (Stand 31. Dezember 2023).
Die Nachbargemeinden sind Valperga, Prascorsano, Rivara und San Ponso.

## Geschichte

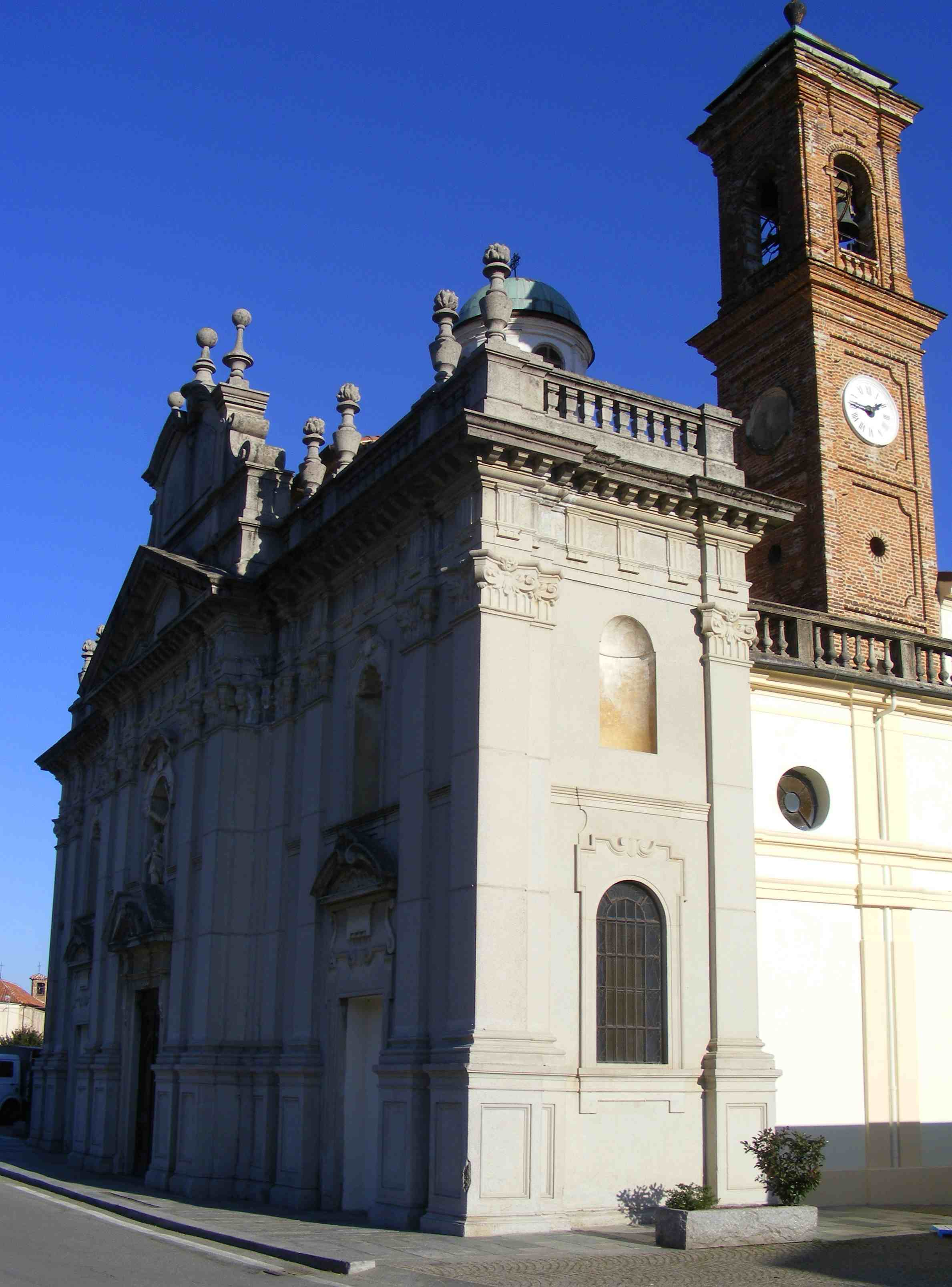
Kirche San Firmino

Nachdem Pertusio unter der Kontrolle der Arduinici-Herrschaft stand, ging es 1014 an das Erzbistum Vercelli über. Es scheint, dass Pertusio in früheren Jahrhunderten einen anderen Herrn hatte, der der Familie Droy angehörte, einem mächtigen Adligen, der ursprünglich aus Cuorgnè stammte. Anschließend ging es an die Herrschaft der Familien Valperga und San Martino über, die an einem Ort, der noch heute den Namen „Castellazzo“ trägt, eine heute verschwundene Festung errichteten. Ende des 14. Jahrhunderts beteiligte sich Pertusio an der „Tuchinaggio“-Revolte und schloss sich 1391 mit der Steuerbehörde des Grafen von Savoyen ab, indem er eine hohe Geldstrafe zahlte. Zu Beginn des 18. Jahrhunderts befreite sich Pertusio vollständig von der Herrschaft der örtlichen Adligen.
Zwischen 1929 und 1948 wurde die Gemeinde Pertusio zusammen mit der Gemeinde San Ponso zur Gemeinde Valperga zusammengefasst. Pertusio ist auch bekannt für seinen Weinanbau.